# Portage Park
Portage Park és un barri de Chicago, Illinois situat a la banda nord-oest de la ciutat. Portage Park limita amb altres àrees comunitàries com Jefferson Park i Forest Glen al nord, Dunning i el suburbi de Harwood Heights a l'oest, Irving Park a l'est i Belmont-Cragin al sud.
El barri és conegut per la zona de compres Six Corners, situada a la intersecció entre Irving Park Road, l'avinguda Cicero i la diagonal Milwaukee Avenue, el Portage Theater i pel parc que dona nom al barri: Portage Park. El nom del parc fou manllevat per la unió de Des Plaines i el Chicago River en el que avui és Irving Park Road. L'àrea era tan pantanosa durant temps metereològics humits, que els indis nadius podien fàcilment travessar amb canoa.
A Portage Park hi ha la comunitat polonesa més nombrosa de la zona metropolitana de Chicago, segons el cens de l'any 2000. A Portage Park es troba la seu de l'Associació Polonesa Americana, el Jesuit Millennium Center polonès, l'Associació polonesa de Veterans de l'Exèrcit situada en l'edifici de l'antic banc Irving State, a més d'un gran nombre de botigues poloneses escampades per tot el barri. Un dels parcs del barri s'anomena Chopin Park en homenatge a Frederic Chopin, el pianista i compositor polonès més conegut arreu del món.

## Història
Durant la construcció del Northwest Plank Road l'any 1850 (el que és avui l'avinguda Milwaukee), Jefferson Township fou annexionat a la ciutat de Chicago a la llegendària Taverna Dickinson. Jefferson Township era part d'una gran extensió de terreny annexionada a la ciutat l'any 1889 en preparació per l'exposició universal. La gran part dels terrenys eren de caràcter agrícola fins que a principis del segle 20 es varen construir les línies del tramvia a la zona de Milwaukke, Irving, i Cicero. L'arribada del tramvia a la zona va fer que diversos grups d'immigrants es traslladessin al barri de Portage Park. Molt aviat, escandinaus, alemanys, italians, polonoesos i irlandesos de zones industrials del riu de Chicago van començar a comprar terrenys a Portage Park i a construir les seves cases.
Segons el cens de l'any 2000, hi ha un total de 65.340 persones vivint a Portage Park. En una àrea de 10.31 km², la població es distribueix de la següent forma: 69,5% blancs, 23,0% hispans, 3,78% asiàtics, 0,51% negres, i 3,21% altres.
El barri inclou parts dels districtes postals 60630, 60634, i 60641. Els ingressos mitjans de les famílies del barri són de 45.117 dòlars anuals.

## Transports públics
El barri de Portage Park és accessible a través de la línia blava de la CTA. Tres estacions tenen aturada al barri: Montrose, Irving Park, Addison. Hom també pot utilitzar els autobusos públics: Irving Park (80) i Lawrence (81) funcionen les 24 hores, o Addison (152), i Belmont (77).

## El barri

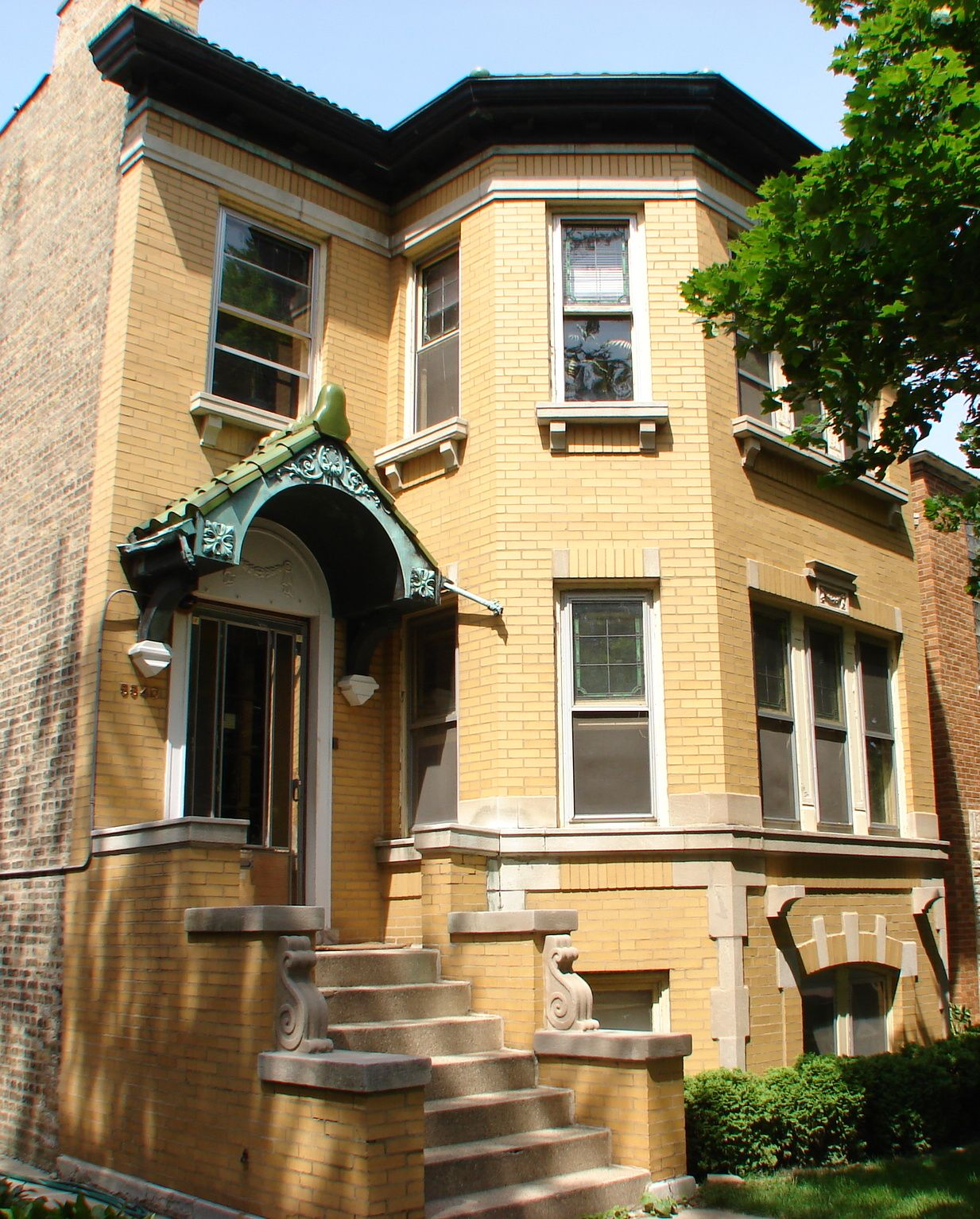
A Portage Park two-flat

El barri de Portage Park és bàsicament un barri residencial. La majoria dels edificis són els clàssics bungalows de Chicago, o cases de dues plantes. Antigament hi havia hagut al barri diversos palauets on es feia cine i teatre, entre altres el Portage, el Patio, i els teatre Belpark. Només el Portage Theatre segueix obert, després d'haver estat completament renovat. Avui dia, el Portage Theater és la seu d'un centre d'arts, i també es fa servir per projectar pel·lícules antigues.
Al barri de Portage Park també hi ha diverses esglésies d'una arquitectura notable. Per exemple, el barri és l'únic citat en el llibre de Marilyn Chiat The Spiritual Traveler: Chicago and Illinois. Per exemple, l'església de St. Pascal, St. Ladislaus, St. John of Rila the Wonderworker, St. Bartholomew, St. Ferdinand i Our Lady of Victory són exemplars.
Hi ha dues zoes bàsiques de negocis: la primera és Six Corners a la intersecció de Irving, Cicero i Milwaukee, i la segona a la intersecció de Belmont i Central, que arriba fins a Belmont i Cragin.

## Portage Park (Chicago Park District)

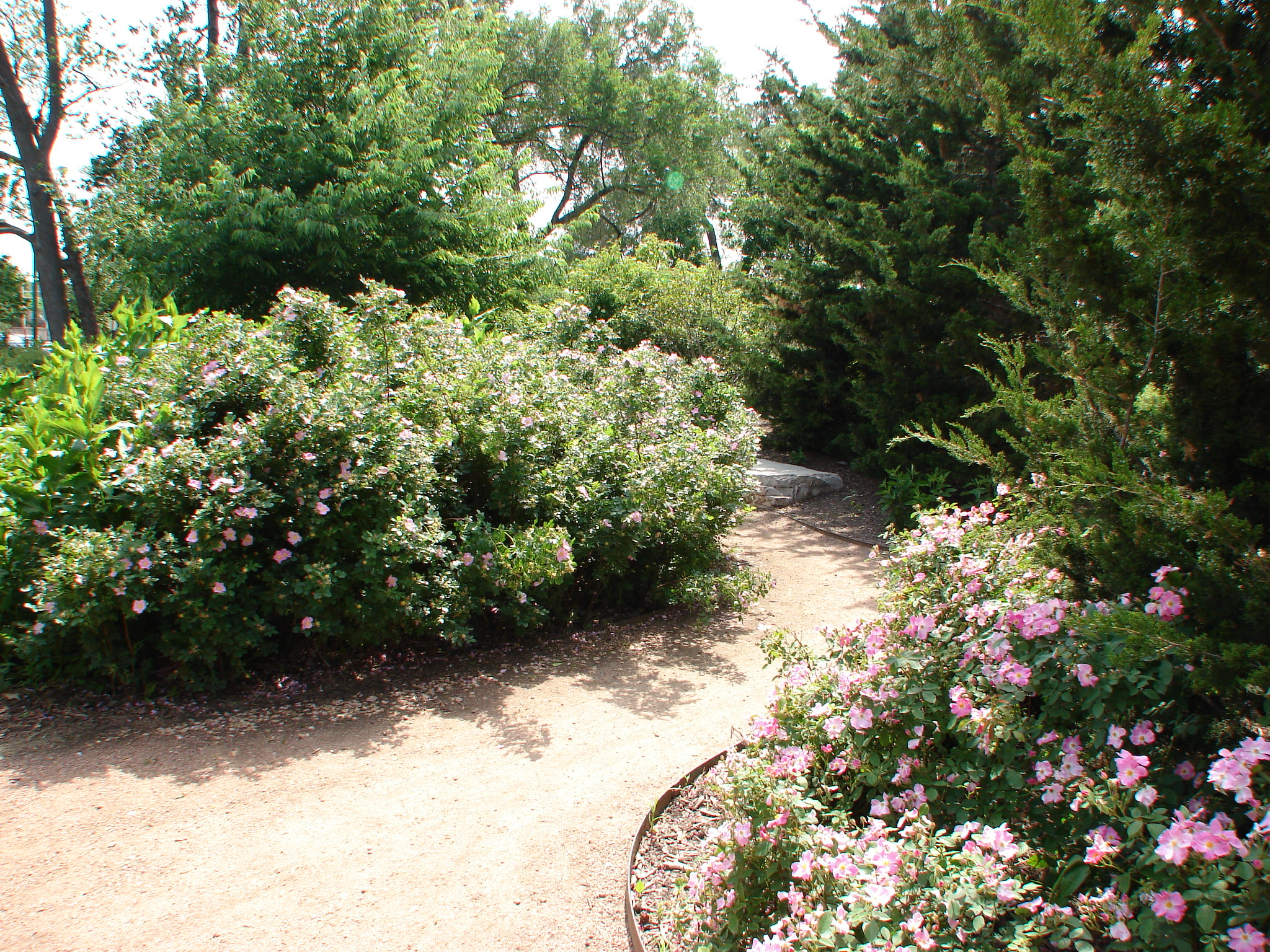
A footpath in Portage Park

Portage Park served as the focus that brought together the different communities in the area and created the neighborhood.
The field house at Portage Park was designed by Clarence Hatzfeld. Hatzfeld's architectural firm of Hatzfeld and Knox would later design many of the Prairie and Craftsman-style bungalows just east in the Villa District in Irving Park near historic St. Wenceslaus.
The park in Portage park originally had a dirt bottom pond that blended into a cement bottom pool. The hill to the east of the pool that exists now, was the dirt that was removed when the pool was first created when the park was first established. The pond portion of the pool extended to the western edge of this 'hill'. The earliest building in the park is the gymnasium, followed by the field house. The staircase to the field house was a circular affair, supported by several cement posts under the platform that was created by a large landing at the second floor.
The WPA was very involved in the creation of the long gone Rock House at the south end of the Park. This Rock House had a small pond area that had goldfish and flower basins. Until the polio epidemic, the water was kept at a substantial depth to support the fish over winter. The flower planters to the north and east of the main entrance off Central at Irving Park Road will give an idea of just what the Rock House looked like. There were seats throughout the half circle structure of flagstone. Except for the overhead wooden canopy, every where you looked there was white flagstone - walls, seats, floor, support pillars. The Chicago Park District has WPA photos of the structure. The park predates all of the buildings that surround it.
The swimming events of the Pan-American Games were held here in 1959 in the second pool constructed in the park, as were the US swimming trials for the 1972 Summer Olympics.

## Educació
Els veïns de Portage Park poden anar a les escoles públiques del districte Chicago Public Schools, que inclou opcions al barri, o també a escoles selectives a altres parts de la ciutat. Hi ha també un gran nombre d'escoles privades de caràcter parroquial (principalment catòliques i luteranes) al barri.

## Biblioteques públiques
Chicago Public Library té tres biblioteques al barri de Portage Park: Portage-Cragin, Austin-Irving i Jefferson Park.

## Cultura
Hi ha hagut plans per erigir una estàtua al pianista Frederic Chopin al Chopin Park amb motiu del segon centenari del naixement de Frederic Chopin, a més d'una rèplica a escala 1:1 d'Art Nouveau de Wacław Szymanowski trobada als Banys Reals de Varsòvia.